# Női 200 méteres vegyesúszás az 1974-es úszó-Európa-bajnokságon
Az 1974-es úszó-Európa-bajnokságon a női 200 méteres vegyesúszás versenyeit augusztus 18-án rendezték. A versenyszámban 27-en indultak. A győztes az NDK-beli Ulrike Tauber lett, aki a döntőben világcsúcsot úszott. A magyar induló Kiss Éva a 16. helyen végzett.

## Rekordok
|            | Név           | Nemzet | Idő     | Helyszín | Dátum               |
| ---------- | ------------- | ------ | ------- | -------- | ------------------- |
| Világcsúcs | Andrea Hübner | NDK    | 2:20,51 | Belgrád  | 1973. szeptember 9. |

A versenyen új rekord született:
| Európa-bajnoki csúcs | selejtező | Irina Fetyiszova | Szovjetunió | 2:26,00 | Bécs, Ausztria | augusztus 18. |
| Európa-bajnoki csúcs | selejtező | Ulrike Tauber    | NDK         | 2:21,86 | Bécs, Ausztria | augusztus 18. |
| világcsúcs           | döntő     | Ulrike Tauber    | NDK         | 2:18,97 | Bécs, Ausztria | augusztus 18. |

## Eredmények
A rövidítések jelentése a következő:
| - Q: továbbjutás időeredmény alapján - ECR: Európa-bajnoki rekord | - WR: világ rekord - ER: Európa-rekord | - NR: országos rekord |

### Selejtezők
| Helyezés | Futam | Név                        | Nemzet             | Idő     | Megj.  |
| -------- | ----- | -------------------------- | ------------------ | ------- | ------ |
| 1        | 3     | Ulrike Tauber              | NDK                | 2:21,86 | Q, ECR |
| 2        | 4     | Andrea Hübner              | NDK                | 2:25,13 | Q      |
| 3        | 2     | Irina Fetyiszova           | Szovjetunió        | 2:26,00 | Q, ECR |
| 4        | 4     | Susan Jane Richardson      | Egyesült Királyság | 2:26,93 | Q      |
| 5        | 3     | Anita Zarnowiecki          | Svédország         | 2:27,56 | Q      |
| 6        | 3     | Natalja Popova             | Szovjetunió        | 2:28,16 | Q      |
| 7        | 3     | Wijda Mazereeuw            | Belgium            | 2:28,69 | Q      |
| 8        | 1     | Anne Adams                 | Egyesült Királyság | 2:29,38 | Q      |
| 9        | 1     | Birgit Neumann             | NSZK               | 2:29,58 |        |
| 10       | 2     | Novella Calligaris         | Olaszország        | 2:29,76 |        |
| 11       | 4     | Dominique Amiand           | Franciaország      | 2:30,38 |        |
| 12       | 1     | Zenka Churackova           | Csehszlovákia      | 2:30,65 |        |
| 13       | 2     | Trine Krogh                | Norvégia           | 2:31,80 |        |
| 14       | 1     | Marita Karlsen             | Norvégia           | 2:32,19 |        |
| 15       | 4     | Paula Van Eyk              | Hollandia          | 2:32,24 |        |
| 16       | 1     | Kiss Éva                   | Magyarország       | 2:32,28 |        |
| 17       | 4     | Caroline Carpentier        | Franciaország      | 2:33,00 |        |
| 18       | 3     | Hana Kubiková              | Csehszlovákia      | 2:33,54 |        |
| 19       | 2     | Karin Deleuran             | Dánia              | 2:33,80 |        |
| 20       | 4     | Heleni Avlanitu            | Görögország        | 2:35,60 |        |
| 21       | 3     | Anna Skolarczyk            | Lengyelország      | 2:35,77 |        |
| 22       | 3     | Susanne Nielsson           | Dánia              | 2:36,47 |        |
| 23       | 2     | Jasminka Efendić           | Jugoszlávia        | 2:38,08 |        |
| 24       | 4     | Małgorzata Wieczorek       | Lengyelország      | 2:38,18 |        |
| 25       | 2     | Eileen Campion             | Írország           | 2:38,27 |        |
| 26       | 2     | Anasztaszia Konsztandinidu | Görögország        | 2:40,11 |        |
| 27       | 1     | Viviana Dantini            | Olaszország        | 2:41,36 |        |

### Döntő
| Helyezés | Név                   | Nemzet             | Idő     | Megj. |
| -------- | --------------------- | ------------------ | ------- | ----- |
|          | Ulrike Tauber         | NDK                | 2:18,97 | WR    |
|          | Andrea Hübner         | NDK                | 2:23,97 |       |
|          | Irina Fetyiszova      | Szovjetunió        | 2:25,40 |       |
| 4        | Susan Jane Richardson | Egyesült Királyság | 2:27,12 |       |
| 5        | Anita Zarnowiecki     | Svédország         | 2:27,85 |       |
| 6        | Anne Adams            | Egyesült Királyság | 2:28,08 |       |
| 7        | Wijda Mazereeuw       | Hollandia          | 2:28,95 |       |
| 8        | Natalja Popova        | Szovjetunió        | 2:29,56 |       |